# Isaac Cruz
Isaac Jonathan Cruz González (Ciudad de México, México, 23 de mayo de 1998) es un boxeador profesional mexicano que ostentó el título de peso superligero de la Asociación Mundial de Boxeo desde marzo de 2024 hasta agosto del mismo año. Desde noviembre de 2021, Cruz está rankeado como el sexto mejor peso ligero activo del mundo por el Transnational Boxing Rankings Board, octavo por BoxRec, y décimo por la revista The Ring.

## Carrera profesional
El 19 de junio de 2021, Cruz se enfrentó al excampeón del CMB peso súper pluma Francisco Vargas Pelaez en la cartelera de Jermall Charlo vs Juan Macías Montiel. Con 47 segundos para acabarse la pelea, Cruz conectó una combinación de izquierda a derecha que envió a Vargas a la lona. Aunque este último pudo terminar la pelea y escuchar la campana final, Cruz se impuso como el ganador por amplia decisión unánime, con puntajes de 97–92, 99–90 y 100–89 a su favor.
El campeón de peso ligero (Regular) de la AMB, Gervonta Davis, originalmente estaba programado para enfrentar a Rolando Romero el 5 de diciembre de 2021. Sin embargo, cuando Romero fue retirado de la pelea debido a acusaciones de acoso sexual en su contra, Cruz fue anunciado como el oponente de reemplazo para Davis, lo que marcó la primera vez que Cruz encabezó un evento de pay-per-view. En una pelea muy cerrada, los jueces puntuaron 115–113, 115–113 y 116–112 a favor de Davis, resultando en la segunda derrota profesional de Cruz.
Cruz enfrentó al ex-campeón unificado de peso pluma Yuriorkis Gamboa el 16 de abril de 2022, tirándolo múltiples veces antes de ganar por TKO en el quinto asalto en el AT&T Stadium en Arlington, Texas en la cartelera de Errol Spence Jr. vs. Yordenis Ugás.

### Campeonato Mundial de Peso Super Ligero de la WBA
Cruz venció a Rolando Romero por el Campeonato de Peso Superligero de la WBA el 30 de marzo de 2024 con un nocaut en el octavo asalto.

## Récord en boxeo profesional
| Récord profesional | Récord profesional | Récord profesional |
| 30 peleas          | 26 victorias       | 3 derrotas         |
| ------------------ | ------------------ | ------------------ |
| Nocaut             | 18                 | 0                  |
| Decisión           | 8                  | 3                  |
| Empates            | 1                  | 1                  |

| No. | Resultado | Récord | Oponente                   | Método | Asalto, tiempo | Fecha                    | Localización                                                 | Notas                                                                                             |
| --- | --------- | ------ | -------------------------- | ------ | -------------- | ------------------------ | ------------------------------------------------------------ | ------------------------------------------------------------------------------------------------- |
| 31  | Victoria  | 27-3-1 | 🇲🇽 Ángel "Tashiro" Fierro  | DU     | 12             | 1 de febrero de 2025     |                                                              |                                                                                                   |
| 30  | Derrota   | 26–3–1 | José Valenzuela            | DD     | 12             | 3 de agosto de 2024      | BMO Stadium, Los Ángeles, California                         | Perdió el título de peso superligero de la WBA.                                                   |
| 29  | Victoria  | 26–2–1 | Rolando Romero             | TKO    | 8 (12), 0:56   | 30 de marzo de 2024      | T-Mobile Arena, Las Vegas, Nevada                            | Ganó el título de peso superligero de la WBA.                                                     |
| 28  | Victoria  | 25–2–1 | Giovanni Cabrera           | DD     | 12             | 29 de julio de 2023      | T-Mobile Arena, Las Vegas, Nevada                            | Defendió el título Silver de peso ligero del WBC. Ganó el título Latino de peso ligero de la WBO. |
| 27  | Victoria  | 24–2–1 | Eduardo Ramírez            | KO     | 2 (12), 2:27   | 4 de septiembre de 2022  | Crypto.com Arena, Los Ángeles, California                    | Ganó el título Silver de peso ligero del WBC.                                                     |
| 26  | Victoria  | 23–2–1 | Yuriorkis Gamboa           | TKO    | 5 (10), 1:32   | 16 de abril de 2022      | AT&T Stadium, Arlington, Texas                               | Ganó el título Intercontinental vacante de peso ligero de la WBO.                                 |
| 25  | Derrota   | 22–2–1 | Gervonta Davis             | DU     | 12             | 5 de diciembre de 2021   | Staples Center, Los Ángeles, California                      | Por el título de peso ligero de la WBA (Regular).                                                 |
| 24  | Victoria  | 22–1–1 | Francisco Vargas           | DU     | 10             | 19 de junio de 2021      | Toyota Center, Houston, Texas                                |                                                                                                   |
| 23  | Victoria  | 21–1–1 | Jose Matias Romero         | DU     | 12             | 13 de marzo de 2021      | Mohegan Sun Arena, Uncasville, Connecticut                   |                                                                                                   |
| 22  | Victoria  | 20–1–1 | Diego Magdaleno            | KO     | 1 (12), 0:53   | 31 de octubre de 2020    | Alamodome, San Antonio, Texas                                |                                                                                                   |
| 21  | Victoria  | 19–1–1 | Thomas Mattice             | DM     | 10             | 14 de febrero de 2020    | 2300 Arena, Philadelphia, Pennsylvania                       |                                                                                                   |
| 20  | Victoria  | 18–1–1 | Miguel Ángel Pérez Aispuro | DU     | 8              | 7 de diciembre de 2019   | Barclays Center, Nueva York, Nueva York                      |                                                                                                   |
| 19  | Victoria  | 17–1–1 | Eleazar Valenzuela         | KO     | 1 (10), 2:20   | 16 de febrero de 2019    | Plaza de Toros La Coleta, San Cristóbal de las Casas, México |                                                                                                   |
| 18  | Victoria  | 16–1–1 | Jose Felix                 | TKO    | 3 (8), 2:11    | 10 de noviembre de 2018  | Lienzo Charro Hermanos Ramírez, Corregidora, México          |                                                                                                   |
| 17  | Victoria  | 15–1–1 | Jose Angel Flores Chan     | KO     | 1 (8), 2:44    | 6 de octubre de 2018     | Arena Coliseo, México City, México                           |                                                                                                   |
| 16  | Victoria  | 14–1–1 | Heberto Persico            | DU     | 8              | 16 de junio de 2018      | Auditorio Centenario, Gómez Palacio, Durango, México         |                                                                                                   |
| 15  | Victoria  | 13–1–1 | Juan Jose Martinez Alvarez | RTD    | 5 (8), 3:00    | 17 de febrero de 2018    | Arena Coliseo, México City, México                           |                                                                                                   |
| 14  | Victoria  | 12–1–1 | Ricardo Juan Saenz         | TKO    | 2 (6), 0:56    | 11 de noviembre de 2017  | Inforum, Irapuato, México                                    |                                                                                                   |
| 13  | Empate    | 11–1–1 | Jose Calyecac              | PTS    | 6              | 30 de septiembre de 2017 | Centro Regional de Deporte de Las Américas, Ecatepec, México |                                                                                                   |
| 12  | Victoria  | 11–1   | Dunis Liñán                | TKO    | 7 (8), 0:55    | 1 de julio de 2017       | Auditorio Centenario, Gómez Palacio, Durango, México         |                                                                                                   |
| 11  | Victoria  | 10–1   | Ivan Basurto Monroy        | TKO    | 3 (6), 2:55    | 22 de abril de 2017      | Unidad Deportiva Martín Alarcón, Metepec, México             |                                                                                                   |
| 10  | Victoria  | 9–1    | Raul Hinojosa              | TKO    | 6 (8), 0:39    | 3 de diciembre de 2016   | Centro de Convenciones, Acapulco, México                     |                                                                                                   |
| 9   | Victoria  | 8–1    | Daniel Evangelista Jr      | TKO    | 3 (6), 2:17    | 22 de octubre de 2016    | Arena Coliseo, México City, México                           |                                                                                                   |
| 8   | Victoria  | 7–1    | Carlos Marcelino Santiago  | KO     | 1 (6), 0:47    | 27 de agosto de 2016     | Arena Coliseo, Mexico City, México                           |                                                                                                   |
| 7   | Victoria  | 6–1    | Italo Ortiz                | TKO    | 1 (6), 0:31    | 2 de abril de 2016       | Centro de Convenciones, Tlalnepantla, México                 |                                                                                                   |
| 6   | Derrota   | 5–1    | Luis Miguel Montaño        | DU     | 8              | 6 de febrero de 2016     | Arena Coliseo, México City, México                           |                                                                                                   |
| 5   | Victoria  | 5–0    | Francisco Valadez          | DM     | 6              | 5 de septiembre de 2015  | Centro de Espectáculos del Recinto Ferial, Metepec, México   |                                                                                                   |
| 4   | Victoria  | 4–0    | Rafael Lopez Garcia        | KO     | 1 (?)          | 8 de agosto de 2015      | Arena Coliseo, Ciudad de México, México                      |                                                                                                   |
| 3   | Victoria  | 3–0    | Jose Eduardo Zamudio       | TKO    | 3 (4), 1:47    | 27 de junio de 2015      | Centro Cívico de Ecatepec, Ecatepec, México                  |                                                                                                   |
| 2   | Victoria  | 2–0    | Brandon Gonzalez           | DD     | 4              | 23 de mayo de 2015       | Centro de Espectáculos del Recinto Ferial, Metepec, México   |                                                                                                   |
| 1   | Victoria  | 1–0    | Luis Yan Revilla           | KO     | 1 (4), 1:30    | 14 de marzo de 2015      | Auditorio Municipal, Naucalpan, México                       |                                                                                                   |